# Plan B (film 1997)
Plan B è un film del 1997 diretto da Gary Leva.

## Trama
Il film segue le avventure di cinque amici di Los Angeles di età compresa tra i 20 e i 30 anni: Stuart è uno scrittore che cerca di affermarsi; Ricky è un attore in cerca di un lavoro; Jack e Chiara sono una coppia che cerca di avere un bambino; Gina non sopporta lasciare andare il suo passato.

## Premi e riconoscimenti
| Anno | Manifestazione                | Premio              | Categoria | Ricevente                                       | Risultato       |
| ---- | ----------------------------- | ------------------- | --------- | ----------------------------------------------- | --------------- |
| 1997 | Wine Country Film Festival    | New Directors Prize | N.D.      | Gary Leva                                       | Vincitore/trice |
| 1997 | Breckenridge Festival of Film | Best of the Fest    | Commedia  | Nancy Joslin Kaleel Lulu Baskins-Leva Gary Leva | Vincitore/trice |
| 1997 | Austin Film Festival          | Feature Film Award  | N.D.      | Gary Leva                                       | Candidato/a     |